# Prva dama
Prva dama je neslužbeni naslov za suprugu izabranog muškog poglavara države. Nastala je 1849. kad je predsjednik SAD Zachary Taylor nazvao Dolley Madison prvom damom (First Lady). Prva dama ima utjecaja u SAD-u, Filipinima, Maleziji i Meksiku. U ostalim državama uglavnom se taj naslov rijetko koristi, te predsjednikova supruga nije odviše poznata.
U Hrvatskoj ovaj se naslov nije udomaćio, te se uglavnom koristi za Jovanku Broz.
U državama gdje muški poglavar to postaje nasljedstvom, njegova se žena zove slično (kraljica, carica, kneginja...).

## Povezani članak
- Prvi gospodin